# Joe Ralls
Joseph William Ralls, född 13 oktober 1993, är en engelsk fotbollsspelare som spelar för Cardiff City.

## Karriär
I augusti 2013 lånades Ralls ut till Yeovil Town på ett låneavtal över fem månader. Den 11 januari 2014 förlängdes lånet över resten av säsongen 2013/2014.